# لافایت اس. فاستر
لافایت اس. فاستر (به انگلیسی: Lafayette Sabine Foster) سناتور سابق عضو حزب جمهوری‌خواه ایالات متحده آمریکا بود. وی در سال ۱۸۵۵ تا ۱۸۵۶ و ۱۸۵۶ تا ۱۸۶۷ میلادی سناتور ایالت کنتیکت در سنای ایالات متحده آمریکا بود.